# Jugoslovanska ženska košarkarska reprezentanca
Jugoslovanska košarkarska ženska reprezentanca je med letoma 1946 in 1991 nastopala na več Olimpijskih igrah, na katerih je osvojila eno srebrno in eno bronasto medaljo, Svetovnih prvenstvih, na katerih je osvojila eno srebrno medaljo ter Evropskih prvenstvih, na katerih je osvojila štiri srebrne in dve bronasti medalji.

## Nastopi slovenskih košarkaric za reprezentanco
Evropsko prvenstvo - Mesina 1968: rezultat - srebrna medalja.
Meta Štoka,
Marjana Bremec,
Evropsko prvenstvo - Poznan 1978: rezultat - srebrna medalja.
Danica Guberinič 
Evropsko prvenstvo - Banja Luka 1980: rezultat - bronasta medalja.
Polona Dornik, 
Evropsko prvenstvo - Kadiz 1987: rezultat - bronasta medalja .
Polona Dornik, 
Olimpijske igre - Seul 1988: rezultat - srebrna medalja.
Polona Dornik, 

Poleg naštetih košarkaric, so na drugih tekmovanjih za reprezentanco Jugoslavije igrale še: Sonja Mrak, Katja Daneu, Alenka Dermastia, Mojca Mihelič, Nada Prezelj, Biserka Komac, Nada Vuleta, Zora Malacko, Jasna Alić, Andreja Pukšič, Nevenka Topalovič .
Največ nastopov je zbrala Polona Dornik in sicer kar 194.